# 粉
 (octobre 2020).
Si vous disposez d'ouvrages ou d'articles de référence ou si vous connaissez des sites web de qualité traitant du thème abordé ici, merci de compléter l'article en donnant les références utiles à sa vérifiabilité et en les liant à la section « Notes et références ».
粉 est un kanji composé de 10 traits et fondé sur 米. Il signifie « farine, poudre, poussière ». Il fait partie des kyōiku kanji de 4e année.
Il se lit フン (fun)  en lecture on et こ (ko) ou こな (kona) en lecture kun.

## Exemples
- 粉屋 (konaya) : moulin ou meunier (屋, ya = échoppe, négociant, vendeur)
- 粉茶 (kocha) : thé (vert) en poudre (茶, cha = thé)
- 粉砕 (funsai) : démolir, pulvériser (砕, sai = briser, casser)